# Pius Ikedia
Pius Nelson Ikedia (Lagos, 11 luglio 1980) è un ex calciatore nigeriano, di ruolo centrocampista.

## Palmarès

### Club

#### Competizioni nazionali
- Coppa della Costa d'Avorio: 1

ASEC Mimosas: 1999